# Stasina saetosa
Stasina saetosa là một loài nhện trong họ Sparassidae.
Loài này thuộc chi Stasina. Stasina saetosa được Elizabeth Bangs Bryant miêu tả năm 1948.